# نئوپالپا
نئوپالپا (نام علمی: Neopalpa) نام یک سرده از تیره صنوبرنشینان است.
نئوپالپا دونالدترامپی (نام علمی: Neopalpa donaldtrumpi) یکی از گونه‌های این سرده است که در منطقه‌ای واقع در جنوب کالیفرنیا تا منطقه باخا کالیفرنیا در مکزیک زیست می‌کند، عرض بال‌های این شاپرک حدود یک سانتیمتر است.